# 行者 (佛教)
行者，佛教術語，泛指一般佛教的修行者，又稱行人、修行人。

## 概论
行者，义爲修行者，即修行人。如：修淨土宗念佛法門的人，稱「念佛行者」；密教誦持真言、修供養法等真言宗的修行者，稱為「真言行者」；專修法華宗或專持《法華經》的行者，稱「法華行者」。

## 禅宗行者
禪宗中，行者也指寺內幫忙雜務的人；其中，有剃髮的沙門，也有尚未剃髮而娶妻的俗家居士。
漢傳佛教發展到唐、宋，要出家者先要到寺院中作“行者”，實際就是服各項勞役，可以從師受沙彌戒，不必剃髮。等官府規定度僧的時日來到，經過官府的甄別，或經過考試及格，得到許可，給與度牒，並指定僧籍隸屬於某寺院，然後方取得僧人的資格，可以剃度為僧。